# Orlando Pace
Orlando Lamar Pace (* 4. November 1975 in Sandusky, Ohio) ist ein ehemaliger US-amerikanischer American-Football-Spieler auf der Position des Offensive Tackles. Er spielte College Football für die Ohio State Buckeyes und anschließend dreizehn Jahre lang in der National Football League (NFL), größtenteils für die St. Louis Rams. Zwölf Jahre war Pace der Fixpunkt in der Offensive Line von St. Louis, der es ermöglichte, dass die Rams Offensive in diesem Zeitraum mehr Raumgewinn als jedes andere Team erzielte (50.770). In seiner Karriere lief er in 154 Spielen in Folge auf, blockte für drei aufeinanderfolgende NFL MVPs (Kurt Warner 1999 und 2001 und Marshall Faulk im Jahr 2000), wurde siebenmal in den Pro Bowl gewählt und gewann Super Bowl XXXIV.

## Frühe Jahre und College
An der Sandusky High School spielte er im Footballteam als Offensive- und Defensive-Lineman. Zudem erzielte er im Schnitt 18 Punkte pro Spiel als Center im Basketballteam.
Pace besuchte die Ohio State University und spielte von 1993 bis 1996 im Team der Buckeyes. Er war erst der zweite Freshman der zum Eröffnungsspiel als Starter auflief und wurde zweimal zum All-American gewählt. Neben zahlreichen weiteren Auszeichnungen war er auch ein Finalist für die Heisman Trophy 1996. Er spielte so dominant, dass der Begriff Pancake Block (Walzen-Block) populär wurde, denn er walzte seine Gegenspieler förmlich zu Boden und so erhielt er den Spitznamen „The Pancake Man“.
2013 wurde Pace in die College Football Hall of Fame aufgenommen.

## NFL

### NFL Draft 1997
Nachdem sich Peyton Manning entschieden hatte den Draft auszulassen, um noch ein Jahr College-Football zu spielen, galt es als sicher, dass Pace als erster Spieler gewählt werden würde. Die New York Jets tradeten ihr Vorrecht auf den ersten Pick an die St. Louis Rams, welche Pace als ersten Offensive-Lineman seit Ron Vary 1986 als gesamtersten Spieler im Draft auswählten.

### St. Louis Rams
Am 15. August 1997 unterschrieb Pace einen Siebenjahresvertrag über 29,4 Millionen US-Dollar. Er machte sein erstes Spiel von Beginn an gegen die Oakland Raiders am 28. September und blieb von da an in der Startaufstellung. 1998 spielte er alle 16 Spiele von Beginn an und wurde zur Pro-Bowl-Alternative gewählt. 1999 gewann er mit den Rams Super Bowl XXXIV und wurde als erstes Rams Offensive Tackle seit Jackie Slater 1990 in den Pro Bowl gewählt. In der Spielzeit 2000 war er Teil der Offensive-Line welche es seiner Offensive ermöglichte die meisten Pass-Yards in der NFL-Geschichte zu werfen. Bis 2005 wurde er jedes Jahr und somit sieben Mal in den Pro Bowl gewählt, womit er bei den Rams auf Rang vier rangiert, hinter Merlin Olsen (14), Tom Mack (11) und Les Richter (8). Im weiteren Verlauf seiner Karriere hatte Pace immer wieder mit Verletzungen zu kämpfen und als die Rams 2008 nur zwei Saisonspiele gewinnen konnten, wurde Pace am 10. März 2009 entlassen.

### Chicago Bears
Pace unterschrieb am 2. April 2009 einen Dreijahresvertrag über $15 Millionen bei den Chicago Bears und spielte in den ersten elf Saisonspielen, bis er sich eine Leistenverletzung zuzog. Er beendete die Spielzeit als Reservespieler und wurde nach der Saison entlassen.
Insgesamt hat Orlando Pace in seiner dreizehnjährigen NFL-Karriere über $75 Millionen an Gehältern und Bonuszahlungen verdient. 2016 wurde er in die Pro Football Hall of Fame aufgenommen.